# Høsten (film)
Høsten er en dansk kortfilm fra 2015 instrueret af Martin Sonntag og Kim Sønderholm.

## Handling
John er læge om dagen, men om natten bijobber han som organtyv. Han kommer dog i en svær situation, da hans arbejdsgiver sætter ham under et stort tidspres.

## Medvirkende
- Kim Sønderholm, John
- Siff Andersson, Nadja
- Slavko Labovic, Zarko
- Julie Kunz, Pige
- Lloyd Kaufman, Introduction
- Lone Fleming, Kvinde på datingside
- Shauna Tackett, Kvinde på datingside
- Melanie Robel, Kvinde på datingside
- Toretti Barbara, Kvinde på datingside
- Morten Aggerholm, Bargæst
- Tobias Frederiksen, Bargæst
- Menike Gerdin, Bargæst
- Wickie Granberg, Bargæst
- Kenneth Juhl, Bargæst
- Ida Emilie Krarup, Bargæst
- Bastian Brinch Pedersen, Bargæst
- Sead Sainoski, Ballademager
- Nicki Skaaning, Ballademager
- Martin Sonntag, Bargæst
- René Sonntag, Bargæst
- Allan Stjernekilde, Bargæst
- Christian Vang, Udsmider